# デュカット
デュカット (Dukat) は、アメリカのSFテレビドラマ『スタートレック:ディープ・スペース・ナイン』の登場人物。カーデシア人。カーデシアの軍人・政治家で階級はガル（司令官クラス）。宇宙ステーションディープ・スペース・ナインの前身テロック・ノールの司令官。ファーストネームとミドルネームを頭文字で表すとS・G。マーク・アレイモが演じた。日本語版の吹き替えは幹本雄之。

## 概要
カーデシアの中央司令部に属する軍人。第二艦隊所属の（日本語版では「第二階級の」と誤訳されている）ガル。ディープ・スペース・ナインにおいて惑星連邦とカーデシアの間に問題が発生すると登場し、協力し合うこともあるが、あわよくばカーデシアの権益を取り戻そうとする。

## ベイジョー撤退後の略歴
カーデシアの諜報機関であるオブシディアンオーダーがロミュラン帝国の諜報機関タルシアーと共同でドミニオンを支配する創設者の惑星を攻撃したが失敗し全滅させられたことによって、2372年にカーデシアでクーデターが勃発し政府は崩壊した。デュカットはこの機に乗じて新政府側に寝返りデタパ評議会の軍事顧問となった。
ベイジョーを占領していた時代、ベイジョー人女性トーラ・ナプレムとの間に娘トーラ・ジヤルをもうけた。デュカットには正妻と7人の子がいたため、ジヤル達を同居させずによその惑星に追いやったところブリーンに襲撃され、行方不明となっていた。その後、キラ・ネリスの協力もあってブリーン領の惑星に囚われていた娘を発見し家族として遇したところ、社会の批判にあい家族は離散、自身は輸送船艦長に左遷された。
カーデシアがクリンゴン人に侵攻されると、バード・オブ・プレイを手に入れて独自にクリンゴン対抗策を政府に主張するが受け入れられなかった。そこで2373年、自らがカーデシアに君臨するため、ドミニオンと同盟を締結、これによりドミニオン戦争が勃発した。一時はディープ・スペース・ナインを占領するなどの勢いを見せたが、ディープ・スペース・ナインを惑星連邦に奪還された際、惑星連邦に協力した最愛の娘をダマールに殺害され精神的に病んでしまった。しばらくは惑星連邦に捕虜として収監、治療を受けた。
精神的に回復した後、惑星連邦の特別陪審に出廷するため別の宇宙基地に移送される途中、船がドミニオンの攻撃を受け大破、同行していたシスコとともに脱出する。しかし、脱出先の惑星で幻覚を見るなどの症状が再発、シスコに対する憎悪をむき出しにする。シスコと激しく争った後、脱出に使ったシャトルで単独離陸し行方をくらます。
その後、ベイジョーの悪の預言者であるパー・レイスに魅了されたと見られる（時期・場所などは不明）。一時、破棄された宇宙ステーション、エムポック・ノールにパー・レイス信者のベイジョー人を集めて指導者となるが、自らの背教行為が露見し排斥される。
ドミニオン戦争の末期、密かにカーデシアに戻る。ダマールの力を借りてベイジョー人に変装し、ディープ・スペース・ナインでカイ・ウィンに面会し親密な仲になる。デュカットを預言者の使いと信じたウィンを言葉巧みに操り、封印されていたパー・レイスの書物を解読させ、パー・レイスを復活させた。しかし、事態を察知して駆けつけたシスコの捨て身の攻撃により、彼とともに炎の谷の中に落ちて、パー・レイスと共に封印された。

## そのほかのエピソード
- シリーズを通してたびたびシスコ達を追い詰める強敵だが、詰めが甘くいつも最後には逆転されてしまう。
- ベンジャミン・シスコ大佐が古代ベイジョーの船（太陽光を受けて進む）でDS9からカーデシアまで向かおうとした際、出立前には無謀な計画だとけなしたが、到達した際には祝砲を撃って称えた。彼は通常のカーデシア人とは一風変わっており、ユーモアを好む。
- ベイジョー人を好む性的嗜好を持つ（カーデシア人が占領下にあったベイジョー人女性を愛人にすることはよくある話だったが、彼は度を越している）。ベイジョー人であるキラ・ネリスに好意を抱き、執拗に迫ることも幾度かあったが、ベイジョー占領時代はネリスの母であるキラ・メルーを愛人としていた。それ以外にもベイジョー人女性に近づくエピソードが何度もある。
- ベイジョー占領時彼は方々から恐れられた司令官だったが、彼は占領下にあるベイジョー人からさえも称賛されたいという屈折した欲求を持って治世にあたっていた。シスコはそれを本物の悪人と評している。
- 非常に複雑な人物で、社会的な立場や建前と個人的な野心、欲望が同居している。家族のために娘のジヤルを殺そうとするも愛情ゆえに殺せない、復権するためにドミニオンにカーデシアを売り渡す、パー・レイスの導きと言いつつもベイジョーの人妻との不義、さらにはパー・レイスの力を求めるなど。